# Бехор-Шалом Шитріт
Бехор-Шало́м Шитрі́т (1895, Тиверіада, Османська імперія — 28 січня 1967, Єрусалим, Ізраїль) — ізраїльський політик, депутат Кнесету першого скликання, міністр поліції, міністр національних меншостей. Він був одним з тих, хто підписали Декларацію незалежності, єдиний з них, хто народився на території майбутньої країни.
Бехор-Шалом Шитріт займав посаду міністра поліції з моменту проголошення незалежності Ізраїлю до своєї смерті в 1967 році, що робить його термін перебування в уряді Ізраїлю найдовшим серед усіх міністрів цієї країни.

## Ресурси Інтернету
- Бхор Шалом Шитрит // Электронная еврейская энциклопедия. (рос.)
- Bechor-Shalom Sheetrit [Архівовано 13 червня 2010 у Wayback Machine.] Knesset website (англ.)